# 砥平郡
砥平郡（チピョンぐん、しへいぐん、朝鮮語: 지평군）は、現在の京畿道楊平郡の砥平面・龍門面・丹月面一帯にあった行政区域。
1908年、楊根郡と合併して楊平郡となった。

## 沿革
元は高句麗の砥峴県であったが、新羅の景徳王が砥平県と改めて、朔州郡（現春川市）領県になった。
高麗の顕宗9年（1018年）に広州の属県になった。
李氏朝鮮時代、1685年（粛宗11年）に楊根郡に入ったものの、1688年（粛宗14年）には旧に復して再び砥平県になった。 
1895年（高宗32年）、春川府砥平郡に改編され、1896年（建陽元年）には、また京畿道砥平郡に改編されたものの、1908年9月に楊根郡と合併し楊平郡に改編された。